# AEW Dynamite
O AEW Dynamite, também conhecido como Wednesday Night Dynamite ou simplesmente Dynamite, é um programa de televisão de luta livre profissional produzido pela promoção americana All Elite Wrestling (AEW) e exibido na TNT nos Estados Unidos. O show estreou em 2 de outubro de 2019 e serve como o principal programa da AEW. O show é transmitido ao vivo semanalmente por duas horas. O AEW Dynamite é o primeiro programa profissional de luta livre a ser transmitido pela TNT desde o episódio final do WCW Monday Nitro, em 26 de março de 2001.

## História
A AEW foi lançada em janeiro de 2019, registrou várias marcas comerciais, incluindo Tuesday Night Dynamite, presumivelmente um nome para um programa de televisão. Em junho de 2019, a AEW registrou uma marca comercial adicional para o Wednesday Night Dynamite, levando muitas fontes a acreditarem que o programa iria ao ar nas noites de quarta-feira com esse nome.
Em 8 de maio de 2019, a AEW alcançou um novo acordo de direitos de mídia com a empresa britânica ITV plc para transmitir programas da AEW no ITV4 . Em 15 de maio de 2019, a AEW e a WarnerMedia anunciaram um contrato para um programa semanal no horário nobre, transmitido ao vivo na TNT e também transmitirá eventos ao vivo e pay-per-views no B / R Live nos Estados Unidos e Canadá.
Em abril, Jim Ross confirmou que Dynamite seria um show ao vivo semanal de duas horas. Durante a Fight for the Fallen, Chris Jericho confirmou que o show começaria em outubro. Em 24 de julho, a AEW anunciou que o programa estrearia na quarta-feira, 2 de outubro, e transmitia ao vivo a partir da Capital One Arena em Washington, DC Em 2 de agosto, foi anunciado que os ingressos para a estréia foram esgotados em 3 horas. O presidente da AEW, Tony Khan, disse que eles escolheram exibir o programa nas noites de quarta-feira, em vez de terça-feira, porque a TNT exibe a Associação Nacional de Basquete (NBA) nas noites de terça e quinta-feira, além de impedir a competição contra a Liga Nacional de Futebol Americano (NFL) na quinta-feira. noites, das quais Khan faz parte.
Em agosto de 2019, a WWE anunciou que estava transferindo o NXT da WWE Network para a USA Network e expandindo o programa para uma transmissão ao vivo de duas horas no mesmo intervalo de tempo do próximo programa da AEW. O NXT estreou nos EUA em 18 de setembro, duas semanas antes da estréia da AEW na TNT. Em 30 de agosto, um dia antes de All Out, a TNT exibiu um especial de uma hora chamado Countdown to All Out às 22h ET. que teve uma média de 390.000 espectadores.
Como eles fizeram para cada um dos seus eventos pay-per-view, a AEW começou no dia 4 de setembro uma série do YouTube "Caminho para", intitulada O caminho para o AEW na TNT, para criar expectativa para a transmissão de estréia do programa. Em 19 de setembro de 2019, o nome do programa foi revelado como All Elite Wrestling: Dynamite. Um programa de pré-visualização de duas horas chamado Countdown to All Elite Wrestling: Dynamite foi ao ar no dia 1º de outubro às 20:00 H (horário local) e teve em média 631.000 espectadores.
Em 25 de setembro de 2019, a AEW anunciou um acordo internacional de streaming com a FITE TV principalmente para regiões fora da América do Norte por meio do pacote "AEW Plus", que inclui transmissão ao vivo e acesso de reprodução do Dynamite com transmissão simultânea nos EUA. No Canadá, a TSN da Bell Media adquiriu direitos de transmissão para Dynamite, marcando o retorno da luta profissional à rede depois que o WWE Raw se mudou para a rede rival The Score (agora Sportsnet 360 ) em 2006. O programa é transmitido em transmissão simultânea com a TNT nos EUA (mas está sujeito a agendamento) e é transmitido no TSN Direct e no site da TSN. No Reino Unido, o Dynamite será adicionado ao ITV Hub nas noites de quinta-feira e ao ar no ITV4 nas noites de sexta-feira.
Em 2 de outubro de 2019, o Dynamite estreou na TNT, com média de 1,409 milhões de telespectadores, o que a tornou a maior estreia na televisão na TNT em cinco anos. Também em 2 de outubro, o NXT faria sua estréia de duas horas na USA Network (os dois episódios anteriores apresentaram a primeira hora nos EUA com a segunda hora na WWE Network), e tiveram uma média de 891.000 espectadores. O Dynamite derrotou o NXT na audiência e mais do que duplicou a sua concorrência nos adultos-chave 18-49 demográficos, marcando 878.000 espectadores em comparação com o NXT ' 414.000. Isso também marcaria o início da " Wednesday Night Wars ". Antes e depois do episódio, os combates não televisionados são filmados e transmitidos no AEW Dark nas terças-feiras seguintes (exceto antes dos eventos pay-per-view, onde os episódios são transmitidos às sextas-feiras) no canal do YouTube da AEW.
Em 15 de janeiro de 2020, foi anunciado que a TNT havia estendido o contrato para a transmissão até 2023.

## Episódios especiais
| Episódio                                     | Data                   | Local                          | Ratings (18-49) | Telespectadores nos E.U.A (em milhões) | Notas |
| -------------------------------------------- | ---------------------- | ------------------------------ | --------------- | -------------------------------------- | --- |
| Episódio de estréia                          | 2 de outubro de 2019   | Washington DC                  | 0,68            | 1,409                                  | Primeiro programa de luta livre profissional a ir ao ar na TNT desde 26 de março de 2001. Aparições especiais de Kevin Smith e Jason Mewes. Estréia de Jake Hager. Luta apresentada: - Riho vs. Nyla Rose pelo inaugural AEW Women's World Championship |
| Episódio de Halloween                        | 30 de outubro de 2019  | Charleston, Virgínia Ocidental | 0,33            | 0,759                                  | Episódio temático do Rick and Morty. Aparição do The Rock 'n' Roll Express. Luta apresentada: - SoCal Uncensored (Frankie Kazarian e Scorpio Sky) vs. Lucha Brothers (Pentagón Jr. e Rey Fénix) na final do torneio inaugural do AEW World Tag Team Championship |
| Episódio de Ação de Graças                   | 27 de novembro de 2019 | Hoffman Estates, Illinois      | 0,26            | 0,663                                  | Aparições de Soul Train Jones, Ted Irvine e Diamond Dallas Page. Luta apresentada: - Chris Jericho (c) vs. Scorpio Sky pelo AEW World Championship |
| Homecoming Edition                           | 1 de janeiro de 2020   | Jacksonville, Flórida          | 0,36            | 0,967                                  | Episódio especial de Ano Novo. Luta apresentada: - Riho (c) vs. Britt Baker vs. Hikaru Shida vs. Nyla Rose pelo AEW Women's World Championship. |
| Anniversary Edition                          | 8 de janeiro de 2020   | Southaven, Mississippi         | 0,36            | 0,947                                  | Comemorou o aniversário de um ano da empresa em sua conferência de imprensa inaugural. Homenagem prestada a lendas do wrestling de Memphis; Jimmy Valiant, Brian Christopher, Dave Brown, Lance Russell, Austin Idol, Doug Gilbert, Tommy Gilbert, Eddie Gilbert, The Rock 'n' Roll Express, Lanny Poffo, Angelo Poffo e Randy Savage. Aparições de Diamond Dallas Page e Zach Myers. Luta apresentada: - Riho (c) vs. Kris Statlander pelo AEW Women's World Championship |
| Bash at the Beach                            | 15 de janeiro de 2020  | Coral Gables, Flórida          | 0,38            | 0,940                                  | A primeira parte de um especial de duas semanas do Bash at the Beach. Em memória de Rocky Johnson. |
| Bash at the Beach                            | 22 de janeiro de 2020  | Nassau, Bahamas                | 0,35            | 0,871                                  | Gravado em 21 de janeiro de 2020 a bordo do Norwegian Pearl como parte do Rock 'N' Wrestling Rager no mar de Chris Jericho. Luta apresentada: - SoCal Uncensored (Frankie Kazarian e Scorpio Sky) (c) vs. Kenny Omega e Adam Page pelo AEW World Tag Team Championship |
| Fyter Fest                                   | 1 de julho de 2020     | Jacksonville, Flórida          | 0,29            | 0,742                                  | A primeira parte de um evento especial de duas semanas. Lutas apresentadas: - Hikaru Shida (c) vs. Penelope Ford pelo AEW Women's World Championship - Cody (c) vs. Jake Hager pelo AEW TNT Championship - Kenny Omega e Adam Page (c) vs. Best Friends (Chuck Taylor e Trent) pelo AEW World Tag Team Championship |
| Fyter Fest                                   | 8 de julho de 2020     | Jacksonville, Flórida          | 0,28            | 0,715                                  | Luta apresentada: - Kenny Omega e Adam Page (c) vs. Private Party (Isiah Kassidy e Marq Quen) pelo AEW World Tag Team Championship |
| Fight for the Fallen                         | 15 de julho de 2020    | Jacksonville, Flórida          | 0,29            | 0,788                                  | Lutas apresentadas: - Cody (c) vs. Sonny Kiss pelo AEW TNT Championship - Jon Moxley (c) vs. Brian Cage pelo AEW World Championship |
| Tag Team Appreciation Night                  | 12 de agosto de 2020   | Jacksonville, Flórida          | 0,32            | 0,792                                  | Apresentado pelo FTR. Participações especiais de Arn Anderson e Tully Blanchard e The Rock 'n' Roll Express. Estréia de Mike Chioda. Lutas apresentadas: - Cody (c) vs. Scorpio Sky pelo AEW TNT Championship - Kenny Omega e Adam Page (c) vs. Jurassic Express (Jungle Boy e Luchasaurus) pelo AEW World Tag Team Championship |
| Saturday Night Dynamite                      | 22 de agosto de 2020   | Jacksonville, Flórida          | 0,31            | 0,755                                  | Exibição do Dynamite ao sábado (devido aos playoffs da NBA). Primeiro show de wrestling profissional no sábado a noite na Turner desde o fim do WCW Saturday Night em 2000. Lutas apresentadas: - Diamante e Ivelisse vs. The Nightmare Sisters (Allie e Brandi Rhodes) na final do torneio pelo AEW Women's Tag Team Cup Tournament: The Deadly Draw. - Cody (c) vs. Mr. Brodie Lee pelo AEW TNT Championship. |
| Thursday Night Dynamite                      | 27 de agosto de 2020   | Jacksonville, Flórida          | 0,29            | 0,813                                  | Exibição do Dynamite na quinta-feira (devido aos playoffs da NBA). Primeiro evento da AEW com fãs presentes desde 11 de março de 2020. Comentários de Chris Jericho. |
| Late Night Dynamite                          | 22 de setembro de 2020 | Jacksonville, Flórida          | 0,26            | 0,585                                  | Exibição do Dynamite na terça-feira. Especial de uma hora. Comentários de Chris Jericho. |
| Chris Jericho's 30th Anniversary Celebration | 7 de outubro de 2020   | Jacksonville, Flórida          | 0,31            | 0,753                                  | Celebração dos 30 anos de carreira de Chris Jericho. Aparições especiais de Slash, Dennis Miller, Hiroshi Tanahashi, Ted Irvine, Bully Ray, Shaquille O'Neal, Gene Simmons, Don Callis, Lars Ulrich, Diamond Dallas Page, Lance Storm, Kevin Smith, Eli Roth, Gabriel Iglesias, Chavo Guerrero Jr., Steel Panther, Ultimo Dragon, Paul Stanley, e Greg Valentine. Lutas apresentadas: - Brian Cage (c) vs. Will Hobbs pelo FTW Championship - FTR (Cash Wheeler e Dax Harwood) (c) vs. The Hybrid 2 (Angelico e Jack Evans) pelo AEW World Tag Team Championship. - Mr. Brodie Lee (c) vs. Cody em uma luta Dog Collar pelo AEW TNT Championship. |
| Anniversary Show                             | 14 de outubro de 2020  | Jacksonville, Flórida          | 0,30            | 0,826                                  | Celebração de um ano do Dynamite. Lutas apresentadas: - FTR (Cash Wheeler e Dax Harwood) (c) vs. Best Friends (Chuck Taylor e Trent) pelo AEW World Tag Team Championship - Hikaru Shida (c) vs. Big Swole pelo AEW Women's World Championship - Cody (c) vs. Orange Cassidy pelo AEW TNT Championship - Jon Moxley (c) vs. Lance Archer pelo AEW World Championship |
| Winter Is Coming                             | 2 de dezembro de 2020  | Jacksonville, Flórida          | 0.42            | 0.913                                  | Estréia de Sting. Comentários de Don Callis. Lutas apresentadas - Batalha Real pelo AEW Dynamite Diamond Ring - Jon Moxley (c) vs. Kenny Omega pelo AEW World Championship |
| Holiday Bash                                 | 23 de dezembro de 2020 | Jacksonville, Flórida          | 0.32            | 0.775                                  | Episódio especial de Natal. Luta apresentada: - The Young Bucks (c) (Matt Jackson e Nick Jackson) vs. The Acclaimed (Anthony Bowens e Max Caster) pelo AEW World Tag Team Championship |
| Brodie Lee Celebration of Life               | 30 de dezembro de 2020 | Jacksonville, Flórida          | 0,40            | 0,977                                  | Em memória de Brodie Lee. O episódio apresentou segmnetos com outros artistas prestando homenagens a Lee, e lutas em homenagem a Lee e sua facção, The Dark Order. - Comentários de Chris Jericho - Estréia de Erick Redbeard |
| New Year's Smash                             | 6 de janeiro de 2021   | Jacksonville, Flórida          | 0.25            | 0.662                                  | A primeira parte de um especial de Ano Novo de 2 semanas. - Participação especial de Snoop Dogg - Estreia dos The Good Brothers - Comentários de Chris Jericho - Hikaru Shida (c) vs. Abadon pelo AEW Women's World Championship - Kenny Omega (c) vs. Rey Fenix pelo AEW World Championship |
| New Year's Smash                             | 13 de janeiro de 2021  | Jacksonville, Flórida          | 0.30            | 0.762                                  | Gravado em 7 de janeiro de 2021 Lutas apresentadas: - Serena Deeb (c) vs. Tay Conti pelo NWA World Women's Championship - Darby Allin (c) vs. Brian Cage pelo AEW TNT Championship |
| Beach Break                                  | 3 de fevereiro de 2021 | Jacksonville, Flórida          | 0.32            | 0.844                                  | Apresentou o casamento de Kip Sabian e Penelope Ford. - Estreia de Kenta da New Japan Pro-Wrestling - Kenny Omega e The Good Brothers (Doc Gallows e Karl Anderson) vs. Jon Moxley e Death Triangle (Pac e Rey Fenix) |
| The Crossroads                               | 3 de março de 2021     | Jacksonville, Flórida          | 0.33            | 0.934                                  | Participações especiais de Conrad Thompson, Eric Bischoff, Atsushi Onita e JJ Dillon. - Estreia de Paul Wight - Shaquille O'Neal e Jade Cargill vs. Cody Rhodes e Red Velvet - Retorno de Tully Blanchard ao ringue e retorno de Shawn Spears - Ryo Mizunami x Nyla Rose na final do torneio AEW Women's World Championship Eliminator |
| St. Patrick's Day Slam                       | 17 de março de 2021    | Jacksonville, Flórida          | TBA             | TBA                                    | Gravado em 11 de março de 2021. Episódio especial do dia de São Patrício. Apresentou a primeira luta feminina no evento do Dynamite. - Tully Blanchard e MJF apresentaram o The Pinnacle - Dr. Britt Baker, D.M.D. vs. Thunder Rosa em uma luta Unsanctioned Lights Out |
| Blood and Guts                               | TBA                    | TBA                            | TBA             | TBA                                    | Contará com a luta inaugural Blood and Guts. Adiado indefinidamente devido à pandemia de COVID-19. |

## Plantel
Os lutadores apresentados no All Elite Wrestling participam de rivalidades e histórias com roteiro. Os lutadores são retratados como heróis, vilões ou personagens menos distinguíveis em eventos com scripts que criam tensão e culminam em uma luta de luta livre.

### Comentaristas
| Comentaristas                                        | Datas |
| ---------------------------------------------------- | --- |
| Jim Ross, Tony Schiavone e Excalibur                 | 2 de outubro de 2019 - presente                                                                                                   |
| Jim Ross e Excalibur                                 | 27 de novembro de 2019 |
| Jim Ross, Excalibur e Taz                            | 1 de janeiro de 2020 - 26 de fevereiro de 2020 (2ª hora) 18 de março de 2020 15 de julho de 2020 (1ª hora) 30 de setembro de 2020 |
| Tony Schiavone, Cody, e Kenny Omega                  | 25 de março de 2020 |
| Tony Schiavone e Cody                                | 1 de abril de 2020 (1ª hora) |
| Tony Schiavone e Colt Cabana                         | 1 de abril de 2020 (2ª hora) |
| Tony Schiavone e Chris Jericho                       | 8 de abril de 2020 - 29 de abril de 2020                                                                                          |
| Jim Ross, Tony Schiavone, Excalibur, e Chris Jericho | 10 de junho de 2020 (1ª hora) 1 de julho de 2020 22 de setembro de 2020 4 de novembro de 2020                                     |
| Jim Ross, Excalibur, e Chris Jericho                 | 15 de julho de 2020 (2ª hora) |
| Jim Ross, Tony Schiavone, e Taz                      | 29 de julho de 2020 - 22 de agosto de 2020                                                                                        |
| Jim Ross, Tony Schiavone, e Chris Jericho            | 27 de agosto de 2020 |

### Anunciadores de ringue
| Anunciador de ringue | Datas                                                          |
| -------------------- | -------------------------------------------------------------- |
| Justin Roberts       | 2 de outubro de 2019 - presente                                |
| Dasha Gonzalez       | 27 de novembro de 2019 1 de abril de 2020 - 3 de junho de 2020 |
| Brandi Rhodes        | 18 de março de 2020 - 25 de março de 2020                      |

## Emissoras internacionais
| País             | Televisão          | Online              |
| ---------------- | ------------------ | ------------------- |
| Brasil           | Space              | TNT GO FITE TV      |
| Canadá           | TSN                | TSN Direct B/R Live |
| Reino Unido      | ITV4 ITV (replays) | ITV Hub FITE TV     |
| Irlanda          | ITV4 ITV (replays) | FITE TV             |
| Alemanha         | TNT Serie          | FITE TV             |
| Áustria          | TNT Serie          | FITE TV             |
| Suíça            | TNT Serie          | FITE TV             |
| França           | Toonami            | FITE TV             |
| Austrália        | N/D                | FITE TV             |
| Nova Zelândia    | N/D                | FITE TV             |
| Japão            | N/D                | FITE TV             |
| Coreia do Sul    | N/D                | FITE TV             |
| Itália           | N/D                | FITE TV             |
| República Tcheca | N/D                | FITE TV             |
| Portugal         | N/D                | FITE TV             |
| Espanha          | N/D                | FITE TV             |
| Chile            | N/D                | FITE TV             |
| Oriente Médio    | N/D                | FITE TV             |
| Romênia          | N/D                | FITE TV             |
| Peru             | N/D                | FITE TV             |
| México           | N/D                | FITE TV             |
| Paquistão        | N/D                | FITE TV             |
| África do Sul    | N/D                | FITE TV             |
| Nigéria          | N/D                | FITE TV             |
| Camarões         | N/D                | FITE TV             |
| Costa do Marfim  | N/D                | FITE TV             |
| Gana             | N/D                | FITE TV             |
| Senegal          | N/D                | FITE TV             |